# Anargyri

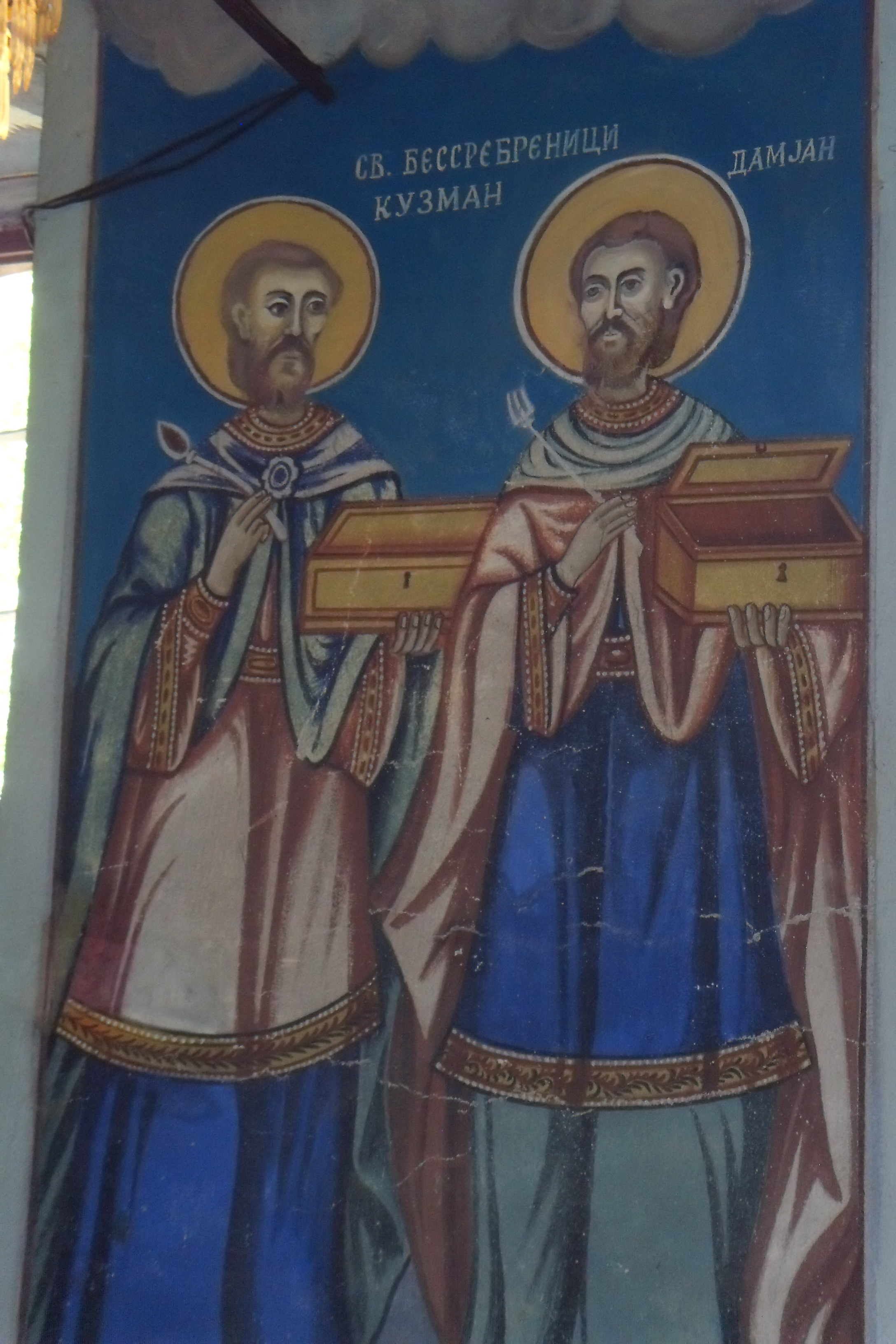
Ikone der Anargyri, der Heiligen Cosmas und Damian aus dem Dorf Dobrošte, Tetovo, Mazedonien.

Als Anargyri oder Anargyroi, auch bekannt als die Heiligen Geldverächter (altgriechisch Άγιοι Ανάργυροι Agioi Anárgyroi, deutsch ‚Heilige Ohnsilberlinge‘), gilt eine Gruppe von Heiligen – darunter eine Reihe von legendären Heilern und Wundertätern –, die zu Lebzeiten keine Belohnungen oder Geschenke für ihre guten Taten akzeptiert haben sollen.
Der Beiname kann sich auf folgende Heiligen beziehen:
- Zenaida und Philonella († ca. 100)
- Tryphon († ca. 250)
- Thalelaios der Geldverächter aus Anazarbos in Kilikien († 284)[1]
- Kosmas und Damian († ca. 303)[2]
- Pantaleon (Panteleimon; † ca. 303)
- Cyrus und Johannes († ca. 304)
- Sampson der Gastfreundliche († ca. 530)
- Walentin Felixowitsch Woino-Jassenezki (Luka Voyno-Yasenetsky; 1877–1961)

Darüber hinaus kann der Name auf Kirchen bezogen sein, die den jeweiligen Heiligen geweiht sind.
- Agii Anargyri, zwei Kirchen bei Tourkoneri, Alonnisos.

Weiter gibt es in Griechenland mehrere Orte, die nach ihnen benannt sind:
- Agii Anargyri
- Agii Anargyri (Kastoria)
- Agii Anargyri (Lakonien)